# Evron-Steinbruch
Koordinaten: 32° 33′ 0″ N, 35° 7′ 0″ O
Der Evron-Steinbruch (englisch Evron Quarry) ist ein Steinbruch auf dem Gelände des Kibbuz Evron, unweit der Stadt Naharija, am Mittelmeer nördlich von Haifa in Israel. Beim Abbau von Sand und Sandstein wurden dort archäologische Funde gemacht, Steinwerkzeuge und fossile Tierknochen zahlreicher Arten, die als Belege dafür interpretiert wurden, dass hier vor mindestens 780.000 Jahren von Homo erectus erbeutete Tiere zerlegt wurden.

## Erforschung
Der Steinbruch liegt rund 2,5 Kilometer entfernt von der Küste des Mittelmeers, rund 20 Meter über dem Meeresspiegel. Zur Zeit der Anfertigung der Steingeräte war das Gelände, belegt u. a. durch Überreste von Flusspferden und Weichschildkröten der Gattung Trionyx, ein Feuchtgebiet vermutlich entlang eines Wasserlaufs, das – belegt u. a. durch Überreste von Gazellen und Hyänen – in eine von Bäumen und Buschwerk bewachsene Savanne überging.
Die ersten Steinwerkzeuge sowie versteinerte Knochen von Elefanten, Flusspferden und Warzenschweinen wurden im Evron-Steinbruch in den 1960er-Jahren beim Abbau von Sand entdeckt; zuvor waren bereits beim Pflügen auf benachbartem Ackerland gelegentlich Fossilien und Faustkeile zutage getreten. Die Knochen aus dem Steinbruch wurden dem Zoologen Georg Haas (Hebräische Universität Jerusalem) zur Begutachtung übergeben, die Steinwerkzeuge dem damals ebenfalls an der Hebräischen Universität Jerusalem tätigen Doktoranden Ofer Bar-Yosef, der sie dem frühen Mittel-Acheuléen zuordnete, was einem Alter von rund 500.000 Jahren entspricht. Die erste wissenschaftliche Beschreibung der Fundstätte wurde 1969 von zwei israelischen Geologen veröffentlicht. 1970 folgte die Erstbeschreibung einer neuen fossilen Warzenschwein-Art, der Georg Haas anhand zweier Molare und unter Verweis auf die Fundstätte den Namen Metridiochoerus evronensis gab; 1994 wurde diese Art in Kolpochoerus evronensis umbenannt und zugleich eine umfassende Übersicht über die bis dahin beschriebenen Überreste fossiler Tierarten publiziert.
Im Juni 2022 berichteten israelische Forscher, mit Hilfe der Raman-Spektroskopie und nachfolgender „Sichtung“ der Messungen durch ein speziell trainiertes KI-System sei es ihnen gelungen, erhitzten Feuerstein von nicht-erhitztem Feuerstein zu unterscheiden. Erstmals angewendet wurde diese Vorgehensweise auf rund zwei Dutzend kleine Feuerstein-Werkzeuge aus dem Evron-Steinbruch. Ergebnis: Die Steinwerkzeuge waren auf unterschiedliche Temperaturen zwischen 200 und 600 Grad Celsius erhitzt worden. Ebenfalls untersuchte Bruchstücke von Stoßzähnen aus der gleichen Fundschicht wie die Werkzeuge waren ebenfalls bis auf 600 Grad erhitzt worden. Zuvor hatte man keine direkten Hinweise auf den Gebrauch von Feuer im Bereich dieser Fundstätte entdeckt. In einem Kommentar auf der Website der Fachzeitschrift Science hieß es: „Wenn sich die Technik als zuverlässig erweisen sollte, könnten ihre Ergebnisse Aufschluss darüber geben, wann, wo und warum die Menschen erstmals gelernt haben, sich das Feuer nutzbar zu machen.“ Durch Wärmebehandlung kann die Stoffeigenschaft von Feuerstein verändert und für einen geplanten Werkzeuggebrauch optimiert werden. Die ältesten gesicherten Feuerstellen, die zweifelsfrei durch Menschen (Homo erectus) angelegt wurden, stammen aus der Wonderwerk-Höhle in Südafrika und sind rund eine Million Jahre alt.

## Datierung
Die Datierung der Funde brachte zunächst sehr unterschiedliche Ergebnisse. 1991 wurde beispielsweise nach dem Vergleichen der Werkzeugfunde mit Belegen aus anderen, datierten Fundstätten argumentiert, die Evron-Funde seien 500.000 bis 1 Million Jahre alt; 1994 wurden ihnen – basierend auf Knochen- und Zahnfunden – ein Alter von 1 Million Jahren zugeschrieben. 2002 ergaben Messungen mit Hilfe der Elektronenspinresonanz und eine Thermolumineszenzdatierung ein Mindestalter von 690.000 Jahren, das kurz darauf mit Hilfe der Magnetostratigraphie bestätigt und weiter präzisiert wurde: Laut einer 2003 veröffentlichten Studie ist die Fundschicht 780.000 Jahre alt.

## Belege
1. ↑  Michael Chazan: Butchering with small tools: the implications of the Evron Quarry assemblage for the behaviour of Homo erectus. In: Antiquity. Band 87, Nr. 336, 2013, S. 350–367, doi:10.1017/S0003598X00048997.
2. ↑  Avraham Ronen: The small tools of Evron-Quarry, western Galilee, Israel. In: Jan Michał Burdukiewicz, Avraham Ronen (Hrsg.): Lower Palaeolithic Small Tools in Europe and the Levant. (= BAR International Series 1115). Oxford 2003, S. 113–120 (Digitalisat).
3. ↑  Aharon Horowitz: The Quaternary of Israel. Academic Press, New York 1979, ISBN 0-12-356170-1, S. 299.
4. ↑  Moshe W. Prausnitz: The Sequence of Early to Middle Paleolithic Flint Industries along the Galilean Littoral. In: Israel Exploration Journal. Band 19, 1969, S. 129–136 JSTOR:27925181.
5. ↑  A. Issar, U. Kafri: The discovery of a Pleistocene mammalian fauna and artifacts at Evron, Western Galilee. In: Israel Journal of Earth-Sciences. Band 18, 1969, S. 147 (Digitalisat).
6. ↑  Georg Haas: Metridiochoerus evronensis n. sp., a new Middle Pleistocene Phacochoerid from Israel. In: Israel Journal of Zoology. Band 19, 1970, S. 179–181 (Digitalisat).
7. ↑  Eitan Tchernov u. a.: The faunal remains from Evron quarry in relation to other Lower Paleolithic hominid sites in the Sothern Levant. In:  Quaternary Research. Band 42, 1994, S. 328–339 (Digitalisat).
8. ↑  Zane Stepka et al.: Hidden signatures of early fire at Evron Quarry (1.0 to 0.8 Mya). In: PNAS. Band 119, Nr. 25, 2022, e2123439119, doi:10.1073/pnas.2123439119.
 Nonvisual fire signatures at early hominin site. Auf: eurekalert.org vom 13. Juni 2022.
9. ↑  Artificial intelligence may have unearthed one of the world’s oldest campfires. Auf: science.org vom 13. Juni 2022.
10. ↑  Francesco Berna et al.: Microstratigraphic evidence of in situ fire in the Acheulean strata of Wonderwerk Cave, Northern Cape province, South Africa. In: PNAS. Band 109, Nr. 20, 2012,  E1215-E1220, doi:10.1073/pnas.1117620109.
11. ↑   Naomi Porat, Avraham Ronen: Luminescence and ESR Age Determinations of the Lower Paleolithic Site Evron Quarry, Israel. In: Advances in ESR Applications. Band 18, 2002, S. 123–130 (Digitalisat).
12. ↑  Hagai Ron, Naomi Porat, Avraham Ronen u. a.: Magnetostratigraphy of the Evron Member - implications for the age of the Middle Acheulian site of Evron Quarry. In: Journal of Human Evolution. Band 44, Nr. 5, 2003, S. 633–639 (doi:10.1016/S0047-2484(03)00043-5, Digitalisat).